# 曹元弼
曹元弼（1867年—1953年），字谷孙、師鄭、懿齋，號叔彦、新羅仙吏、復禮老人，齋名復禮堂。江苏吴县人，清朝政治人物、进士出身。
光绪二十一年（1895年），登进士，同年五月，授内阁中书。后经张之洞邀请，主讲两湖书院，后任湖北存古学堂总教等。
長兄曹元恒，次兄曹福元。堂兄曹元忠 (資政院)。譜兄唐文治。元配唐氏，六合訓導唐毓和之女，繼配吳縣王氏、上虞柴亞蘭。1948年7月4日，八十二歲曹翁與六十二歲柴小姐在閶門西街三十四號的婚禮引起轰動。1953年10月22日去世。